# Albert Rauch (Maler)
Albert Rauch (* 12. Dezember 1908 in Schlins; † 27. März 1970 in Feldkirch) war ein österreichischer Kunsterzieher, Maler und Bürgermeister.

## Leben
Albert Rauch besuchte das Gymnasium in Mehrerau und studierte nach der Matura an der Akademie der Bildenden Künste Wien bei Karl Sterrer sowie an der Universität Wien. Nachdem er 1936 die Lehramtsprüfung für Kunsterziehung und Mathematik abgelegt hatte, unterrichtete er kurzzeitig in Innsbruck sowie am Jesuiten-Kolleg Stella Matutina. Ab 1942 leistete er Kriegsdienst und wirkte dann anschließend ab als 1945 Kunsterzieher am Gymnasium Feldkirch. Wegen eines Gehörleidens musste er 1963 den Dienst quittieren. Ein Jahr darauf übernahm er den Bürgermeisterposten der Gemeinde Schlins, den er bis 1970 innehatte.
Als Maler arbeitete er mit Öl und Bleistift, wie auch mit Wachskreiden, Kohlestift und Aquarellfarben. Immer wieder behandelte er auch religiöse Themen und schuf u. a. Entwürfe für Glasbilder für Kirchenräume, die von der Tiroler Glasmalereianstalt in Innsbruck ausgeführt wurden.

## Werke (Auswahl)
- 1952 Pfarrkirche Nenzing, Fresko Mauritius und Agatha
- 1952 Fatimakapelle (Langen bei Bregenz), Entwürfe für die Glasmalereien,
- 1959 Pfarrkirche Raggal, Fresko Christus als Sämann
- 1962 Pfarrkirche Schlins Figur Maria mit Kind
- 1968 Pfarrkirche Fontanella, Entwürfe für Glasmalereien in Chor, links Sebastian, rechts Martin
- postum nach seinem Entwurf 1982 Neue Leichenhalle am Friedhof in Schlins, darin Betonglasfenster und ein Kruzifix

## Ausstellungen
- 2008 Palais Liechtenstein in Feldkirch
- 2008 Rohnerhaus in Lauterach